# Эфрати, Моше
Моше Эфрати (ивр. משה אפרתי‎;
1934, Иерусалим, подмандатная Палестина — 26 сентября 2020, Тель-Авив, Израиль) — израильский танцовщик и хореограф, основатель и руководитель танцевального ансамбля «Коль у-Дмама». Лауреат Премии Израиля в области танцевального искусства (1997).

## Биография
Родился в 1934 году в Иерусалиме, в семье, пять поколений которой жили в Земле Израильской. Отец оставил семью вскоре после рождения Моше, мать работала в доме египетского консула в Палестине. Моше был шестым, младшим сыном в семье. Один из его старших братьев, Давид Эфрати, входил в руководство подпольной организации «ЛЕХИ», другие братья тоже были членами разных еврейских подпольных организаций.
Моше с ранних лет увлекался танцем как способом физического развития и поддержания формы. Зарабатывал на жизнь как механик и работой в каменоломне. Военную службу проходил в бригаде «Голани» и после её завершения записался на танцевальные курсы Академии балета и музыки в Иерусалиме, где преподавала хореограф Хася Леви-Агрон. Именно она представила Эфрати в 1957 году гостившей в Израиле Марте Грэм — американскому хореографу, одной из основоположниц современного сценического танца. Физические кондиции Эфрати впечатлили Грэм настолько, что она предложила ему продолжить обучение в её студии в Нью-Йорке и выделила ему персональную стипендию. Предложенной суммы, однако, оказалось недостаточно, и израильскому танцору понадобились ещё пять лет тяжёлой физической работы, чтобы собрать денег на учёбу.
Эфрати приехал в Нью-Йорк в 1962 года, но уже через два года вернулся в Израиль вместе с Грэм, которой баронесса Вирсавия (Бат-Шева) де Ротшильд предложила возглавить новый танцевальный ансамбль «Бат-Шева». В составе этого ансамбля Эфрати был ведущим танцовщиком и вскоре начал также работать как постановщик спектаклей. Его первая постановка, «Искушения повсюду» (ивр. לפתח חטאת רובץ‎), была представлена зрителям в 1969 году, а в 1970 году вышла вторая — «Аэндор» (ивр. עין דור‎.
В 1971 году Эфрати основал собственную танцевальную труппу, в состав которой подобрал глухих танцовщиков. Труппа получила название «Дмама» (с ивр. — «Молчание»). Это был один из первых случаев, когда в сценическом искусстве на постоянной основе были задействованы исполнители с физическими ограничениями. Вскоре после этого, уже с участием танцовщиков без нарушений слуха, была создана Танцевальная труппа Эфрати, в дальнейшем объединённая с первой. После того, как в 1975 году глухие танцовщики и исполнители без нарушений слуха были объединены в общий ансамбль, его название было изменено на «Коль у-Дмама» (с ивр. — «Звук и молчание»). Для работы с глухими исполнителями Эфрати разработал уникальный «метод вибраций», при котором танцовщики воспринимали хореографию постановки через ритмические вибрации пола, ощущаемые ногами, а также через касания и жесты. Хореография труппы Эфрати оставалась в основном классической балетной, с относительно небольшой долей танцевальных элементов школы Грэм.
Среди наиболее заметных творческих успехов Эфрати с ансамблем «Коль у-Дмама» были «Другое Я» (ивр. האני האחר‎, 1978, на музыку Ноама Шерифа), «Четыре меры» (ивр. ד' אמות‎, 1982) и «Забвение» (ивр. נשכחות‎, 1984). Труппа Эфрати просуществовала до 2001 года, за это время выступив на многочисленных фестивалях, получив международное признание и удостоившись призов. В 1997 году Эфрати стал лауреатом Премии Израиля за уникальный вклад в формирование танцевального искусства.
В 2001 году ансамбль «Коль у-Дмама» был расформирован из-за финансовых трудностей, связанных в частности с прекращением государственных дотаций. В том же году Эфрати перенёс инсульт, в результате которого у него была парализована правая сторона тела. Со временем ему удалось преодолеть последствия инсульта. В 2017 году он стал лауреатом премии министра культуры Израиля ветеранам искусства имени Арика Айнштейна. В решении комиссии по присуждению премии говорилось, что Эфрати стал одним из первых, кому удалось совместить современную мировую танцевальные технику с местной израильской тематикой. Отмечалась также роль Эфрати как коллекционера и каталогизатора, чья собранная за 50 лет коллекция легла в основу собрания цифровых материалов по танцевальному искусству Национальной библиотеки Израиля.
В последние годы жизни Моше Эфрати страдал от потери зрения. Он умер у себя дома в Тель-Авиве в сентябре 2020 года в возрасте 86 лет. Танцор и хореограф, за свою жизнь женатый три раза, оставил после себя одного сына, Дана, от второго брака. Похоронен на кладбище «Яркон».